# Симптом Пастернацкого
Симптом Пастернацкого (по имени российского терапевта Ф. И. Пастернацкого, 1845–1902) – признак заболевания почек (в частности, почечной колики): сочетание болезненных ощущений и появления или увеличения количества эритроцитов в моче после лёгкого поколачивания поясничной области в проекции почек. Это более точный метод диагностики болезней почки, нежели симптом поколачивания, который зачастую бывает положительным при многих не урологических болезнях.
СП может быть положительным (боль + эритроциты) и отрицательным. Положительный с. Пастернацкого отмечается при наличии камней в почках, гломерулонефрите, пиелонефрите, опухолях почек.

## Методика
Пациент находится в положении стоя или сидя. Врач кладет свою ладонь на поясницу в проекцию одной из почек и наносит легкие удары кулаком второй руки по своей ладони. Если пациент по тем или иным причинам не в состоянии принять вертикальное положение, исследование может быть проведено лежа на спине: врач заводит одну руку под спину пациента в область почки и совершает короткие толчки рукой.
На сегодняшний день абсолютное большинство урологов путают с. Пастернацкого с симптомом поколачивания.